# 大野台站
大野台站（日语：／ Ōnodai eki */?）是位於秋田縣北秋田市上杉字金澤，秋田內陸縱貫鐵道的秋田內陸線車站。

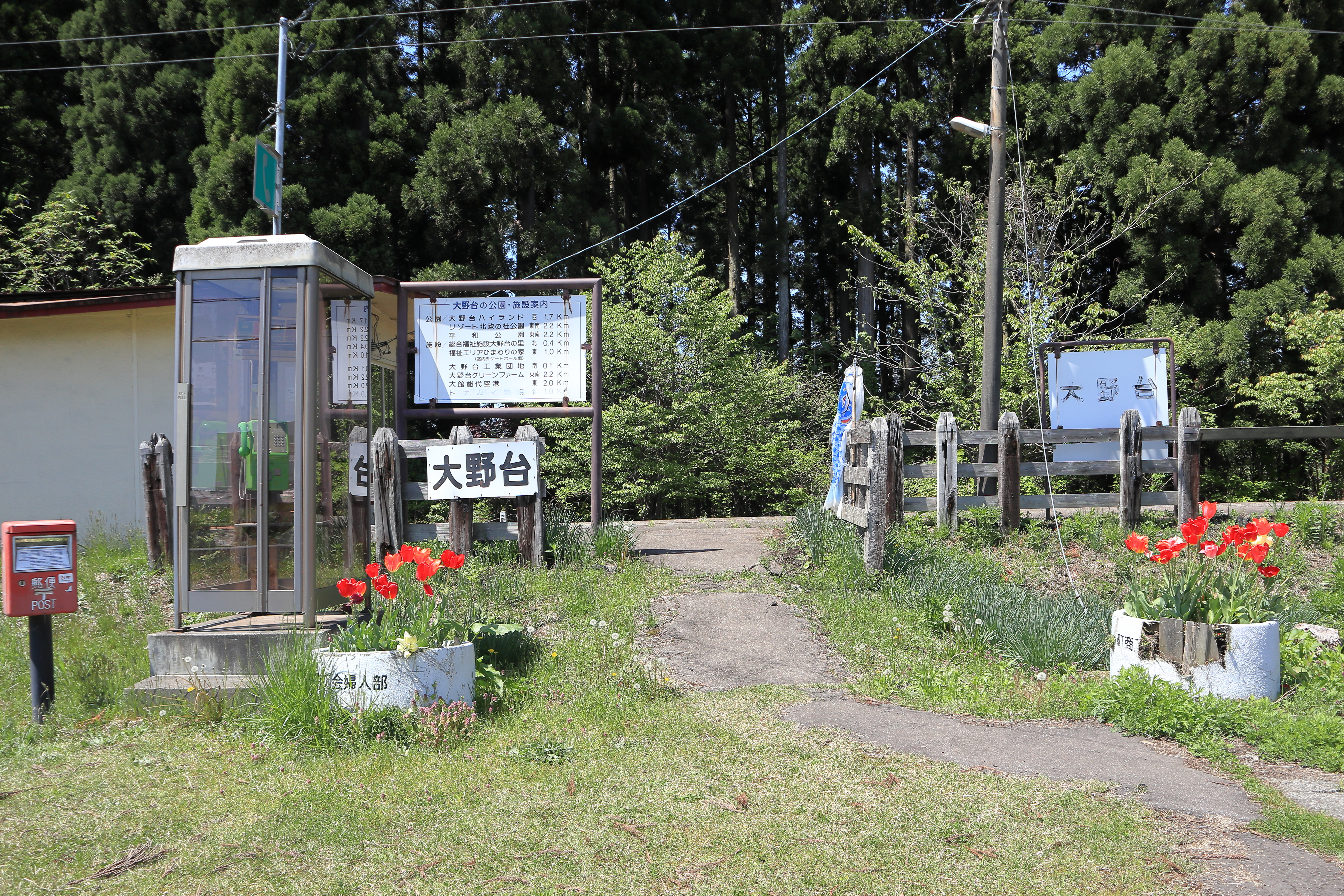
車站出入口(2021年5月)

## 歷史
車站周邊原本設有約10戶的村落（金澤村落）。該村落的小學生會行經農道步行前往合川東小學上學。在冬季時候，由於地面鋪滿積雪，因此不能通行，學生們會在路軌上步行。在車站啟用2年前的1963年，該校的小學生被行走中蒸氣機車的石碎投中，青少年問題協議會視作為社會問題。合川町長畠山義郎向秋田鐵道管理局陳情，要求建設車站。但是秋田鐵路管理局總務課長直接拒絕這請求。但是，預期未來於此站的人口增加。當中，在大野台另一地區（川井村落）中會建設殘障人士設施「愛生園」，而興建鐵路車站的條件是由原本計劃建設地點變為於金澤村落北邊的位置。在車站啟用約半年後的1965年10月，已落成的愛生園進行擴展，現時在「大野台之里」有1000人居住。
- 1965年（昭和40年）4月20日 - 國鐵阿仁合線開設此站。當時此站位於北秋田郡合川町（日语：合川町）[1]。建設費800萬日圓由該町全額負擔（請願站）[1]。
- 1986年（昭和61年）11月1日 - 秋田內陸縱貫鐵道接管阿仁合線，成為秋田內陸縱貫鐵道秋田內陸北線（1989年改名為秋田內陸線）[8]。

## 車站構造
此站是地面車站，設有1面1線的單式月台。此站沒有站房，在月台上設有候車室。

## 使用狀況
| 1日上落車人次 | 1日上落車人次 |
| 年度          | 1日平均人次   |
| ------------- | ------------- |
| 2016年        | 14            |
| 2017年        | 14            |
| 2018年        | 15            |

## 車站周邊
- 大野台工業團地
- 北秋田市民醫院（日语：北秋田市民病院）
- 秋田縣立北歐之杜公園（日语：秋田県立北欧の杜公園）
- 秋田縣道24號鷹巢川井堂川線（日语：秋田県道24号鷹巣川井堂川線）

## 巴士路線
秋北巴士大野台站前巴士站
鷹巢 - 沖田面線
- 沖田方向
  - 北秋田市民醫院 - 合川站 - 上小阿仁村公所前 - 沖田面
- 鷹之巢站方向（前往鷹之巢站、AEON Town鷹巢（日语：イオンタウン鷹巣））
  - 北秋田市政廳 - 鷹之巢站前 - AEON Town鷹巢前（ - 鷹之巢站前）

## 相鄰車站
秋田內陸縱貫鐵道
■秋田內陸線
□快速、■普通
繩文小田－大野台－合川

## 注腳
1. 1 2 3 4 5 6 7  “無人駅 阿仁合線・大野台駅”. 秋田魁新報 (秋田魁新報社): p.2 (1975年10月28日 夕刊)
2. ↑  畠山 2013，第78頁.
3. ↑  簾内 1995，第114頁.
4. ↑  簾内 1995，第117頁.
5. ↑  簾内 1995，第119頁.
6. ↑  簾内 1995，第120頁.
7. ↑  畠山 2013，第83頁.
8. ↑  . 鐵道雜誌 (鐵道雜誌社). 1987-01, 21 (1): 50 （日语）.
9. ↑  国土数値情報(駅別乗降客数データ)  （页面存档备份，存于）（日語） - 統計情報研究，2020年8月30日參閲

## 外部連結
- 路線圖（各站資訊） （页面存档备份，存于）（日語） - 秋田內陸縱貫鐵道